# Grammomys brevirostris
Grammomys brevirostris — вид мишоподібних гризунів родини мишеві (Muridae).
Таксон поєднано з Grammomys polionops

## Опис
Вид червонувато-коричневий на спині, боки сірі, черевна частина біла; хоча кордон між двома кольорами з боків ясний, але без будь-якої помаранчевої лінії, як у інших видів. Голова темніша, ніж спина. Губи і щоки білі. Хвіст рівномірно чорний.

## Поширення
Ендемік Кенії.

## Звички
Ймовірно, вид веде деревний і нічний спосіб життя.